# Emma Calvé
Emma Calvé właściwe Rosa Emma Calvet (ur. 15 sierpnia 1858 w Decazeville, zm. 6 stycznia 1942 w Montpellier) – francuska śpiewaczka  sopranowa (sopran dramatyczny).
Debiutowała w 1870. Występowała na scenach w Paryżu i londyńskiej operze Covent Garden, lecz od 1910 ograniczyła swoje występy do koncertów. Dała się poznać jako niezrównana wykonawczyni głównej roli w operze Carmen Georges’a Bizeta.